# Vallarsa
Vallarsa là một đô thị ở tỉnh Trento ở vùng Trentino-Alto Adige/Südtirol của Ý, tọa lạc cách 30 km về phía nam của Trento. Tại thời điểm ngày 31 tháng 12 năm 2004, đô thị này có dân số 1.409 người và diện tích là 78.3 km².
Đô thị Vallarsa có các frazioni (đơn vị trực thuộc), tòa thị chính ở frazione Raossi.
Vallarsa giáp các đô thị: Rovereto, Trambileno, Ala, Valli del Pasubio và Recoaro Terme.